# Llista de monuments de Sant Feliu Sasserra
Llista de monuments de Sant Feliu Sasserra inclosos en l'Inventari del Patrimoni Arquitectònic Català per al municipi de Sant Feliu Sasserra (Bages). Inclou els inscrits en el Registre de Béns Culturals d'Interès Nacional (BCIN) amb la classificació de monuments històrics, els béns culturals d'interès local (BCIL) de caràcter immoble i la resta de béns arquitectònics integrants del patrimoni cultural català.
| Monument                                                          | Protecció    | Estil/època                                 | Localització                                                                                | Coordenades                                          | Codi?         | Imatge |
| ----------------------------------------------------------------- | ------------ | ------------------------------------------- | ------------------------------------------------------------------------------------------- | ---------------------------------------------------- | ------------- | --- |
| Castell de la Cirera, Mas Cirera, la Cirera o Castell de Sacirera | BCIN 1458-MH | XI-XII                                      | Sant Feliu Sasserra Ctra. Avinyó - Sant Feliu, km 61 camí a dreta, a 1 km                   | 41° 55′ 29″ N, 2° 01′ 13″ E / 41.924697°N,2.020171°E | RI-51-0005639 | Carregueu una nova foto d'aquest monument                                                                                        |
| Torre Vilaclara o Cal Vilaclara                                   | BCIN 1459-MH | Eclecticisme XIX                            | Sant Feliu Sasserra C. Vilaclara, 16                                                        | 41° 56′ 44″ N, 2° 01′ 14″ E / 41.945500°N,2.020477°E | RI-51-0005640 | Torre Vilaclara (Sant Feliu Sasserra) · Vegeu més fotos d'aquest monument · Carregueu una nova foto d'aquest monument            |
| Capella de Santa Magdalena o Sant Salvador d'Horta                | BCIL 2011    | Barroc, obra popular XVIII                  | Sant Feliu Sasserra Cementiri                                                               | 41° 56′ 50″ N, 2° 01′ 23″ E / 41.947085°N,2.023104°E | IPA-17009     | Capella de Santa Magdalena (Sant Feliu Sasserra) · Vegeu més fotos d'aquest monument · Carregueu una nova foto d'aquest monument |
| Carrer de Balmes                                                  | BCIL 2011    | Obra popular XVI-XVII, XVIII                | Sant Feliu Sasserra C. Balmes                                                               | 41° 56′ 39″ N, 2° 01′ 23″ E / 41.944293°N,2.023159°E | IPA-17010     | Carrer Balmes (Sant Feliu Sasserra) · Vegeu més fotos d'aquest monument · Carregueu una nova foto d'aquest monument              |
| Glorieta Vilaclara o la Miranda                                   | BCIL 2011    | Modernisme XX Inici                         | Sant Feliu Sasserra Prolongació del C. de la Bassa                                          | 41° 56′ 50″ N, 2° 01′ 11″ E / 41.947181°N,2.019640°E | IPA-17011     | Glorieta Vilaclara (Sant Feliu Sasserra) · Vegeu més fotos d'aquest monument · Carregueu una nova foto d'aquest monument         |
| Ca l'Arnaus                                                       | BCIL 2011    | Obra popular XIX                            | Sant Feliu Sasserra C. Catalunya, 3                                                         | 41° 56′ 38″ N, 2° 01′ 21″ E / 41.943765°N,2.022455°E | IPA-17014     | Carregueu una nova foto d'aquest monument                                                                                        |
| Casa Serra Goday                                                  | BCIL 2011    | Obra popular XV-XVII                        | Sant Feliu Sasserra Pl. Església - C. Balmes                                                | 41° 56′ 39″ N, 2° 01′ 23″ E / 41.944202°N,2.023015°E | IPA-17015     | Casa Serra Goday (Sant Feliu Sasserra) · Vegeu més fotos d'aquest monument · Carregueu una nova foto d'aquest monument           |
| Plaça Major                                                       | BCIL 2011    | XVI-XX                                      | Sant Feliu Sasserra Pl. Major                                                               | 41° 56′ 40″ N, 2° 01′ 20″ E / 41.94438°N,2.022301°E  | IPA-17016     | Plaça Major (Sant Feliu Sasserra) · Vegeu més fotos d'aquest monument · Carregueu una nova foto d'aquest monument                |
| Ajuntament o Casa del Consell i Jurats del Lluçanès               | BCIL 2011    | Renaixement XVII                            | Sant Feliu Sasserra Pl. Major, 1                                                            | 41° 56′ 40″ N, 2° 01′ 20″ E / 41.944583°N,2.022322°E | IPA-17017     | Ajuntament (Sant Feliu Sasserra) · Vegeu més fotos d'aquest monument · Carregueu una nova foto d'aquest monument                 |
| Ca l'Eures                                                        | BCIL 2011    | XVII                                        | Sant Feliu Sasserra C. Beato Almato, 6                                                      | 41° 56′ 42″ N, 2° 01′ 20″ E / 41.944961°N,2.022196°E | IPA-17018     | Ca l'Eures (Sant Feliu Sasserra) · Vegeu més fotos d'aquest monument · Carregueu una nova foto d'aquest monument                 |
| Cal Serra                                                         | BCIL 2011    | Eclecticisme, barroc XIX, XVIII             | Sant Feliu Sasserra Sant Pere Almató, 9                                                     | 41° 56′ 42″ N, 2° 01′ 20″ E / 41.944924°N,2.022100°E | IPA-17019     | Cal Serra (Sant Feliu Sasserra) · Vegeu més fotos d'aquest monument · Carregueu una nova foto d'aquest monument                  |
| Casa Almató o Cal Metge                                           | BCIL 2011    | Obra popular XVIII-XX                       | Sant Feliu Sasserra C. Sant Pere Almató, 15                                                 | 41° 56′ 42″ N, 2° 01′ 19″ E / 41.945094°N,2.022049°E | IPA-17020     | Casa Almató (Sant Feliu Sasserra) · Vegeu més fotos d'aquest monument · Carregueu una nova foto d'aquest monument                |
| Conjunt de finestres de Sant Feliu Sasserra                       |              | Gòtic                                       | Sant Feliu Sasserra C. Arquebisbe Badia, 1 i 3 - Balmes,9                                   | 41° 56′ 38″ N, 2° 01′ 22″ E / 41.943921°N,2.022754°E | IPA-17021     | Carregueu una nova foto d'aquest monument                                                                                        |
| Mas els Arnaus                                                    | BCIL 2011    | Obra popular XV-XVIII, XIX                  | Sant Feliu Sasserra Camí des del C. del Pas Nou, a 3,5 km cap a la riera                    | 41° 56′ 28″ N, 1° 59′ 47″ E / 41.940999°N,1.996308°E | IPA-17022     | Carregueu una nova foto d'aquest monument                                                                                        |
| Restes de Sant Julià de la Cirera                                 |              | Romànic XI-XII                              | Sant Feliu Sasserra Ctra. d'Avinyó a St. Feliu, km 61 pista dreta i pista davant Mas Cirera | 41° 55′ 29″ N, 2° 01′ 08″ E / 41.924604°N,2.018828°E | IPA-17023     | Carregueu una nova foto d'aquest monument                                                                                        |
| Mas Pilar o Mas Fàbregues                                         | BCIL 2011    | Obra popular XVII                           | Sant Feliu Sasserra Ctra. Sant Feliu Sasserra a Avinyó, km 62 pista a mà esquerra           | 41° 55′ 54″ N, 2° 00′ 56″ E / 41.931654°N,2.015463°E | IPA-17024     | Carregueu una nova foto d'aquest monument                                                                                        |
| Capella del Pilar o del Mas Pilar                                 | BCIL 2011    | Obra popular, barroc XVII-XIX, XX           | Sant Feliu Sasserra Ctra. Avinyó - St. Feliu, km 62                                         | 41° 55′ 54″ N, 2° 00′ 56″ E / 41.931764°N,2.015691°E | IPA-17025     | Capella del Pilar (Sant Feliu Sasserra) · Vegeu més fotos d'aquest monument · Carregueu una nova foto d'aquest monument          |
| La Farinera                                                       | BCIL 2010    | Obra popular XVI-XIX                        | Sant Feliu Sasserra C. Catalunya, 4                                                         | 41° 56′ 38″ N, 2° 01′ 21″ E / 41.9439°N,2.022465°E   | IPA-17027     | Carregueu una nova foto d'aquest monument                                                                                        |
| Església de Sant Feliu                                            | BCIL 2010    | Romànic, gòtic tardà XI-XII, XVI, XIX Final | Sant Feliu Sasserra Pl. de l'Església                                                       | 41° 56′ 38″ N, 2° 01′ 23″ E / 41.943958°N,2.022971°E | IPA-20582     | Església de Sant Feliu (Sant Feliu Sasserra) · Vegeu més fotos d'aquest monument · Carregueu una nova foto d'aquest monument     |
| Creu de terme                                                     | BCIL 2011    | Renaixement, barroc XVII                    | Sant Feliu Sasserra Ctra. Sant Feliu Sasserra a Avinyó, km 62 pista a mà dreta, a 200 m.    | 41° 55′ 56″ N, 2° 00′ 59″ E / 41.932175°N,2.016264°E | IPA-30656     | Creu de terme (Sant Feliu Sasserra) · Vegeu més fotos d'aquest monument · Carregueu una nova foto d'aquest monument              |
| Cal Quim                                                          | BCIL 2011    | XVIII-XIX, XX                               | Sant Feliu Sasserra Pl. Major, 7                                                            | 41° 56′ 40″ N, 2° 01′ 20″ E / 41.94435°N,2.02235°E   | IPA-36430     | Carregueu una nova foto d'aquest monument                                                                                        |
| Cal Correu                                                        | BCIL 2011    |                                             | Sant Feliu Sasserra Pl. Major, 10                                                           | 41° 56′ 40″ N, 2° 01′ 20″ E / 41.944552°N,2.022253°E | IPA-36431     | Carregueu una nova foto d'aquest monument                                                                                        |
| Cal Canonge                                                       | BCIL 2011    | XVIII, XX                                   | Sant Feliu Sasserra Pl. Major, 3                                                            | 41° 56′ 40″ N, 2° 01′ 21″ E / 41.94439°N,2.02250°E   | IPA-36432     | Carregueu una nova foto d'aquest monument                                                                                        |
| Habitatge a la plaça Major, 2                                     | BCIL 2011    | Obra popular XIX                            | Sant Feliu Sasserra Pl. Major, 2                                                            | 41° 56′ 40″ N, 2° 01′ 21″ E / 41.94450°N,2.02250°E   | IPA-36433     | Carregueu una nova foto d'aquest monument                                                                                        |
| Ca la Paula                                                       | BCIL 2011    | Obra popular XIX                            | Sant Feliu Sasserra Pl. Major, 4 - c. Balmes, 1                                             | 41° 56′ 39″ N, 2° 01′ 21″ E / 41.94430°N,2.02254°E   | IPA-36434     | Carregueu una nova foto d'aquest monument                                                                                        |
| Cal Veiret                                                        | BCIL 2011    | XVII, XX                                    | Sant Feliu Sasserra Av. de Catalunya, 5 - c. Santiago Russinyol, 2                          | 41° 56′ 37″ N, 2° 01′ 20″ E / 41.94370°N,2.02227°E   | IPA-36435     | Carregueu una nova foto d'aquest monument                                                                                        |
| Cal Salero                                                        | BCIL 2011    |                                             | Sant Feliu Sasserra C. Mossèn Cinto Verdaguer, 3                                            | 41° 56′ 38″ N, 2° 01′ 24″ E / 41.943977°N,2.023456°E | IPA-36437     | Carregueu una nova foto d'aquest monument                                                                                        |
| La Traveria                                                       | BCIL 2011    | Barroc XVII-XVIII, XIX-XX                   | Sant Feliu Sasserra Al vessant sud-est del cingle de la Traveria                            | 41° 54′ 28″ N, 2° 02′ 12″ E / 41.90790°N,2.03671°E   | IPA-36439     | La Traveria (Sant Feliu Sasserra) · Vegeu més fotos d'aquest monument · Carregueu una nova foto d'aquest monument                |
| Puig Sobirà                                                       | BCIL 2011    | XVIII, XX                                   | Sant Feliu Sasserra Al nord de Sant Feliu Sasserra, ctra. B-431, km 64,3                    | 41° 57′ 00″ N, 2° 00′ 47″ E / 41.95003°N,2.01316°E   | IPA-36441     | Carregueu una nova foto d'aquest monument                                                                                        |
| Pou de gel                                                        |              | Obra popular XVII-XVIII                     | Sant Feliu Sasserra Als afores del nucli de la vila                                         |                                                      | IPA-38431     | Carregueu una nova foto d'aquest monument                                                                                        |
| Mas la Cirera                                                     |              | Obra popular XV, XIX                        | Sant Feliu Sasserra                                                                         | 41° 55′ 29″ N, 2° 01′ 13″ E / 41.924624°N,2.020154°E | IPA-40013     | Carregueu una nova foto d'aquest monument                                                                                        |